# 워리스 후세인
워리스 후세인(Waris Hussein, 태명 워리스 하비불라 -Habibullah, 1938년 12월 9일~)은 영국의 인도계 텔레비전 감독, 영화 감독이다. 1960년대 BBC 최연소 드라마 감독으로 발탁되어 SF 드라마 닥터 후의 첫번째 시리얼 《An Unearthly Child》 (1963년)을 비롯해 초창기 에피소드들을 감독하였다. 이후 템스 텔레비전에서 방영되어 여러 상을 수상한 드라마 《에드워드 앤드 미세스 심슨》 (1978년)의 감독도 맡았다.

## 어린 시절
워리스 후세인은 1938년 영국령 인도 제국의 러크나우에서 탈루크다르 귀족계급 가문으로 태어났다. 태명은 워리스 하비불라 (Waris Habibullah)였다. 어린 시절은 주로 뭄바이에서 보냈다. 1946년 아버지 알리 바하두르 하비불라(Ali Bahadur Habibullah)가 인도 고등판무관으로 임명되면서 가족들과 함께 영국으로 이민을 왔다. 1947년 파키스탄 독립 이후 아버지는 인도로 돌아갔지만, 어머니 아티아 후세인 (Attia Hosain)은 아이들과 함께 영국에 머물기로 결정했다. 어머니는 1949년부터 BBC 극동방송의 인도부 (Indian Section)에서 작가와 방송인으로 일했다.
하비불라는 클리프턴 칼리지를 졸업한 뒤 케임브리지 퀸스 칼리지에서 영문학을 전공했으며 그곳에서 여러 연극을 연출했다. 당시 활동하던 인물로는 데릭 재커비, 마거릿 드래블, 트레버 넌 , 이언 매켈런 등이 있었으며 이들 모두 말로 소사이어티에서 제작한 《카이사르와 클레오파트라》를 비롯, 여러 작품의 감독으로서 만나게 되었다.

## 직업
1960년 퀸스 칼리지 졸업 후 BBC에 입사해 감독 연수를 받았다. 이와 함께 자신의 성을 하비불라에서 후세인으로 바꿨다. 그 당시에 대해 후세인은 한 인터뷰에서 다음과 같이 농담섞인 소감을 밝혔다.
"그때는 요르단 왕처럼 들렸지만 나중에 알고 보니 사담 후세인에 더 가까웠다. 그것이 살면서 도움되지는 않았다."
1963년 SF 드라마 《닥터 후》의 첫번째 시리얼인 〈An Unearthly Child〉를 감독했다. 이후 수십년 넘게 인기리에 방영될 드라마의 초대 감독이 된 것이었다. 하지만 이 SF 드라마의 감독이 자신의 경력에 미칠 영향에 대해서는 확신하지 못하고 있었다.
"케임브리지에서 우등생으로 졸업하고 나오니, 무슨 가죽 두른 원시인이 나오는 이 작품을 감독하란다. '내 인생에서 나는 어디쯤 도착해 있는 것인가?'라는 생각이 들었다."
1964년 후세인은 네 번째 시리얼인 〈Marco Polo〉 편의 감독을 다시 맡았다. 이후 BBC 내에서 《어 패시지 투 인디아》 (1965년) 등의 여러 프로그램의 감독을 맡았다. 《노토리어스 우먼》 (1974년), 참정권 운동을 다룬 사극 드라마 《숄더 투 숄더》 (1974년), 템스 텔레비전 연속극 《에드워드 앤드 미세스 심슨》 (1978년)이 대표적인 드라마 연출작이다. <에드워드 앤드 미세스 심슨>의 경우 닥터 후의 초대 프로듀서 베리티 램버트와 다시 한 번 작업하기도 하였다. 템스 텔레비전 내에서는 드라마 《암체어 스릴러》의 제1화 (4부작)를 감독하기도 했다.
1969년에는 이안 맥켈런이 출연하는 장편영화 《사랑의 손길》 (A Touch of Love)의 감독을 맡아 제19회 베를린국제영화제에 출품되었다. 극장 개봉된 다른 영화로는 잭 와일드와 마크 레스터가 출연한 1971년 영화 《작은 사랑의 멜로디》, 키스 미첼, 샬롯 램플링, 도널드 플레젠스가 출연한 1972년 영화 《헨리 8세와 여섯 아내》가 있었다.
1980~1990년대에는 주로 미국에서 여러 TV 영화를 감독했다. 영국에서 제작에 참여한 작품 가운데에는 클레어 블룸과 대니얼 매시가 공동 주연으로 나오는 센트럴 TV의 4부작 드라마 《인티메이트 컨택트》 (1987년)이 있었다. 남편이 AIDS에 걸려 사망하기까지의 부부의 이야기를 다룬 이 드라마는, 제작 당시만 하더라도 아무에게도 밝히지 않은 사실이었지만, 비슷한 시기 애인이 똑같이 AIDS에 걸려 사망한 후세인으로선 더 와닿는 작품으로 평가된다.
1997년에는 《트라잉 투 그로우》의 작가 퍼더우스 캥거가 각본을 맡은 영화 《식스 해피니스》의 감독을 맡았다. 주연으로 미라 사이얼, 니나 와디아, 퍼더우스 캥거가 출연하였다.
2013년 BBC 다큐드라마 《An Adventure in Space and Time》에서 닥터 후의 탄생 비화를 다루면서 워리스 후세인도 주연으로 소개됐다. 배우는 사샤 다완이 맡았다. 그러나 본인이 카메오로 출연하지는 않았다.

## 수상
1979년 영국 아카데미 텔레비전상 드라마부문상에서 <에드워드 앤드 미세스 심슨>으로 프로듀서 앤드류 브라운과 공동으로 수상하였으며, 1985년 에미상 예능 뮤직 프로그램 우수감독상 부문에서 《코파카바나》로 단독 수상하였다.

## 개인사
후세인은 동성애자이며 12년간 만나던 애인이 있었으나 1980년대에 AIDS로 세상을 떠났다. 2017년 <닥터후: 더 팬 쇼>에서 본인의 성정체성을 비롯해 여러 주제에 대해서 이야기를 나눴다.